# Cortese (cràter)
Cortese és un cràter d'impacte en el planeta Venus de 27,7 km de diàmetre. Porta el nom d'Isabella Cortese (fl. 1561), alquimista italiana, i el seu nom va ser aprovat per la Unió Astronòmica Internacional el 1994.